# Józefówka (hromada Zborów)
Józefówka (ukr. Йосипівка) – wieś na Ukrainie, w  obwodzie tarnopolskim, w rejonie tarnopolskim.
Do 2020 w rejonie zborowskim.